# Витта (сын Векты)
Витта — сын Векты, легендарный вождь ютов в 449 году, упоминаемый Англо-саксонской хроникой как отец Витгильса и дед Хенгеиста и Хорсы. Он также появляется в Historia Anglorum Генри Хантингдона. Он, скорее всего, вымышлен, но как историческая личность мог жить около 400 г. н. э.